# Mont Shending
Le mont Shending (chinois simplifié : 神顶山 ; chinois traditionnel : 神頂山 ; pinyin : shén dǐng shān ; littéralement : « montagne de l'esprit des sommets ») est le plus haut sommet des monts Wanda, dans l'Est de la province du Heilongjiang dans le Nord de la Chine.
Le mont marque la limite entre le bourg de Dongfanghong (东方红镇) qui dépend de la ville de Hulin (虎林市) et le district de Baoqing (宝清).